# Celestus agasepsoides
Espèce
Statut de conservation UICN

 EN B1ab(i,iii) : En danger
Synonymes
- Diploglossus agasepsoides Thomas, 1971

Celestus agasepsoides est une espèce de sauriens de la famille des Diploglossidae.

## Répartition
Cette espèce est endémique du sud-ouest de la République dominicaine.

## Publication originale
- Thomas, 1971 : A new species of Diploglossus (Sauria: Anguidae) from Hispaniola. Occasional papers of the Museum of Zoology, Louisiana State University, vol. 40, p. 1-9.